# 9月6日
9月6日是阳历年的第249天（闰年是250天），离一年的结束还有116天。
在英國和北美十三州，因1752年將曆法從儒略曆轉換至格里曆，故該年沒有9月6日。

## 大事记

### 20世紀以前
- 前776年：中国古代典籍诗经小雅中的十月之交中记载了观测到的日食，这是人类史籍上记载的第一次日食。
- 394年：罗马皇帝狄奥多西一世领军于冷河战役击败叛乱者。
- 1492年：克里斯多福·哥倫布從加納利群島的戈梅拉岛圣塞瓦斯蒂安起航，開始他第一次橫跨大西洋前往美洲的航行。
- 1522年：航海家塞巴斯蒂安·埃尔卡诺率領斐迪南·麥哲倫船隊中的維多利亞號返回西班牙桑盧卡爾。
- 1566年：鄂圖曼帝國在位時間最長的蘇萊曼一世逝世，享年71歲。
- 1634年：新教军队在讷德林根战役中惨败于天主教联盟。
- 1885年：巴爾幹山脈南部的東魯米利亞宣布脫離鄂圖曼帝國，並且重新與保加利亞親王國合併。
- 1899年：美国国务卿海约翰提出对华“门户开放”政策的照会。

### 20世紀
- 1901年：美國總統威廉·麥金利在泛美博覽會遭到無政府主義者里昂·佐克茲暗殺，並在8天後逝世。
- 1930年：阿根廷軍官何塞·烏里武魯發動軍事政變，推翻激進公民聯盟籍總統伊波利托·伊里戈延。
- 1937年：中華蘇維埃共和國政府結束，改为“中华民国陕甘宁边区政府”。
- 1939年：二戰：南非向德國宣戰。
- 1944年：二戰：盟軍解放比利時的伊佩爾。
- 1948年：朱莉安娜在阿姆斯特丹登基成为荷兰女王。
- 1952年：英國法恩堡航空展飛行表演發生意外（英语：1952 Farnborough Airshow DH.110 crash），31人罹難。
- 1966年：强力支持種族隔離政策的南非總理亨德里克·弗伦施·维沃尔德遭到他人以刀刺杀。
- 1968年：史瓦濟蘭宣佈獨立。
- 1970年：黑色九月：解放巴勒斯坦人民陣線劫持四架客機，其中兩架降落在約旦道森機場，一架降落在開羅，而最後一次劫機企圖則在倫敦附近挫敗。
- 1976年：苏联飞行员維克多·別連科中尉驾驶米格-25戰鬥機叛逃日本函館機場。
- 1978年：美国、埃及、以色列三方在美国戴维营举行最高级会议。9月17日签署了“戴维营协议”。
- 1984年：韓國總統全斗煥歷史性訪問日本。
- 1990年：香港沙田第一城煤氣爆炸，一死八傷。
- 1991年：蘇聯解體前夕，俄羅斯列寧格勒市民經過公民投票決定恢復使用「聖彼得堡」的原名。
- 1991年：蘇聯承認波羅的海三國的獨立。
- 1997年：黛安娜王妃的葬禮於西敏寺舉行，全球一共有至少二千五百萬人利用電視收看。
- 2000年：世界各国领导人在纽约召开了千禧高峰会，在会议中讨论了21世纪之交联合国的地位和角色。

### 21世紀
- 2002年：加拿大魁北克省判决要求联邦政府在未来两年内实现加拿大同性婚姻[來源請求]。
- 2002年：白俄罗斯青年团及白俄罗斯爱国青年团合并成为白俄罗斯共和国青年团。
- 2008年：中国北京第十三届残疾人奥运会开幕。
- 2008年：阿西夫·阿里·扎尔达里于选举中当选巴基斯坦总统。
- 2017年：颶風艾瑪在加勒比海島嶼巴布達島、聖馬丁島和維爾京戈爾達島附近達到最高強度。
- 2018年：日本發生最大震度7級的平成30年北海道膽振東部地震。
- 2020年：香港原定舉行第七屆立法會選舉，但政府因應疫情延後一年，引起眾多巿民不滿並發起9月6日九龍大遊行。[1]
- 2022年：莉茲·特拉斯在2022年7月英國政府危機後接替鮑里斯·強森成為首相。

## 出生
- 1475年：塞巴斯蒂亚诺·塞利奥，意大利建筑师（1554年逝世）
- 1666年：伊凡五世，俄罗斯沙皇（1696年逝世）
- 1729年：摩西·门德尔松，犹太裔德意志哲学家（1786年逝世）
- 1757年：，法國將軍、政治家（1834年逝世）
- 1766年：約翰·道爾顿，英國化學家、物理學家（1844年逝世）
- 1802年：阿爾西德·道比尼，法國自然學家（1857年逝世）
- 1807年：阿卜杜·卡迪爾，阿爾及利亞英雄（1883年逝世）
- 1817年：米哈伊爾·科格爾尼恰努，羅馬尼亞政治人物、律師、歷史學家（1891年逝世）
- 1856年：威廉·愛德華·德·溫頓，英國動物學家（1922年逝世）
- 1860年：简·亞当斯，美國爭取婦女、黑人移居權利運動者，1931年諾貝爾和平獎得主（1935年逝世）
- 1873年：木下嘉七郎，日本醫學家（1908年逝世）
- 1876年：約翰·麥克勞德，蘇格蘭醫師、生理學家因發現胰島素（具爭議），1923年諾貝爾生理學或醫學獎得主（1935年逝世）
- 1879年：約瑟夫·魏爾斯，德國威瑪共和時期政治家，1921年至隔年期間擔任總理（1956年逝世）
- 1883年：諾曼·伯基特，英國法官，第一代伯基特男爵（1962年逝世）
- 1888年：老約瑟夫·P·肯尼迪，美國商人、政治家（1969年逝世）
- 1892年：爱德華·阿普爾頓，英國物理學家，1947年諾貝爾物理學獎得主（1965年逝世）
- 1893年：克萊爾·李·陳納德，美國陸軍航空隊中將、飛行員（1958年逝世）
- 1895年：瓦爾特·羅伯特·多恩伯格，德國航空航天工程師（1980年逝世）
- 1900年：方志敏，中國共产党早期領導人之一（1935年逝世）
- 1906年：卢伊斯·弗德里科·莱洛伊尔，法裔阿根廷籍生物化學家，1970年諾貝爾化學獎得主（1987年逝世）
- 1913年：朱莉·吉布森，美國電影演員（2019年逝世）
- 1917年：姚依林，中共中央政治局常委、中華人民共和國國務院副總理（1994年逝世）
- 1923年：彼得二世·卡拉喬爾傑，南斯拉夫王國卡拉喬爾傑王朝末代君主（1970年逝世）
- 1925年：方荣祥，中國京剧表演藝术家（1989年逝世）
- 1926年：星新一，日本科幻小說家（1997年逝世）
- 1928年：罗伯特·梅纳德·波西格，美國作家、哲學家（2017年逝世）
- 1928年：槙文彥，日本建築師（2024年逝世）
- 1939年：利根川進，日本分子生物學家，1987年諾貝爾生理學或醫學獎得主
- 1940年：楊牧，台灣著名詩人（2020年逝世）
- 1943年：理察·羅伯茨，英國生物化學家、分子生物學家，1993年諾貝爾生理學或醫學獎得主
- 1943年：羅杰·沃特斯，英國歌手、作曲家
- 1944年：克里斯提安·波坦斯基，法國藝術家（2021年逝世）
- 1944年：唐娜·哈拉維，美國哲學家
- 1945年：永井豪，日本漫畫家
- 1948年：許冠傑，香港歌手、演員
- 1951年：沙班·紹利奇，塞爾維亞民謠歌手（2019年逝世）
- 1952年：唐英年，香港政務司司長
- 1954年：卡莉·費奧麗娜，美國企業家，曾任惠普公司董事長兼CEO
- 1957年：阿里·蒂凡达维，伊朗漫畫家、畫家、美術設計師、雕塑家和記者
- 1957年：米歇爾·讓，加拿大第27任總督
- 1957年：若瑟·蘇格拉底，葡萄牙第15屆憲法政府總理
- 1959年：楊貴媚，台灣演員
- 1959年：張之亮，香港電影導演
- 1961年：本·戴維斯，英國電影攝影師
- 1963年：艾莉絲·希柏德，美國小說家
- 1963年：海爾特·懷爾德斯，荷蘭政治人物，自由黨領導人
- 1964年：渡邊慎一，日本動畫監督
- 1964年：蘿西·培瑞茲，美國電影女演員、編舞家、導演
- 1969年：侯昌明，台灣主持人
- 1971年：王学兵，中國男演員
- 1972年：譚小環，香港女藝人
- 1972年：伊德瑞斯·艾尔巴，英國電視、戲劇、電影演員
- 1974年：林佑星，台灣演員
- 1974年：查德·科爾曼，美國男演員
- 1975年：谷亮子，日本女子柔道運動員
- 1977年：冰川清志，日本男歌手
- 1977年：諾伐克·卡塔琳，匈牙利政治人物，現任匈牙利總統
- 1978年：岑寶兒，香港女演員
- 1978年：泽穗希，日本女子足球運動員
- 1979年：劉玠廷，臺灣企業家
- 1980年：約瑟·尤保，奈及利亞足球員
- 1980年：涂经緯，中國中央電視台主持人
- 1981年：鄭希怡，香港女歌手
- 1981年：阿部勇树，日本足球運動員
- 1983年：張芸京，台灣歌手
- 1983年：莫小棋，中國女演員
- 1983年：皮帕·米德爾頓，英國名媛
- 1986年：陳予新，台灣女歌手、演員
- 1989年：金昭誾，韓國女演員
- 1989年：古爾·帕拉，巴基斯坦女歌手
- 1990年：李一桐，中國女演員
- 1990年：唐詩逸，中國女演員
- 1990年：河旼佑，韓國男子偶像團體ZE:A成員
- 1990年：約翰·沃爾，美國籃球運動員
- 1991年：楊秀措，中國女歌手、演員
- 1994年：井澤美香子，日本女性聲優
- 1995年：吉田綾乃克莉絲蒂，日本女子偶像團體乃木坂46成員
- 1996年：拉娜·羅德斯，美國女色情演員、模特兒
- 1998年：吳家忻，香港女藝人
- 1999年：派偉俊，臺灣男歌手
- 2006年：悠仁親王，日本皇室成員
- 生年不詳：袴田米良，日本漫畫家
- 生年不詳：三嶋黑音，日本女性插畫家、漫畫家

## 逝世
- 265年：司马昭，曹魏后期重臣（211年出生）
- 926年：辽太祖耶律阿保机，契丹（辽朝）开国皇帝（872年出生）
- 952年：朱雀天皇，日本第61代天皇（923年出生）
- 1511年：足利義澄，日本室町幕府第11代征夷大將軍（1481年出生）
- 1529年：喬治·布勞羅克，瑞士弟兄會創始人之一（1491年出生）
- 1566年：苏莱曼一世，奥斯曼帝国在位最久的蘇丹（1494年出生）
- 1628年：青木一重，日本戰國時代至江戶時代武將、大名（1551年出生）
- 1683年：让-巴蒂斯特·柯尔贝尔，法国政治家（1619年出生）
- 1907年：苏利·普吕多姆，法国诗人，首位诺贝尔文学奖获得者（1839年出生）
- 1911年：下瀨雅允，日本發明家、工程學博士和大日本帝國海軍之軍屬（1860年出生）
- 1939年：亚瑟·拉克姆，英国插画家（1867年出生）
- 1950年：奥拉夫·斯塔普雷顿，英国科幻小说家（1886年出生）
- 1951年：章鸿钊，中国地质学家（1877年出生）
- 1954年：胡利奥·阿科斯塔·加西亚，哥斯大黎加政治人物、外交官，第24任哥斯大黎加總統（1872年出生）
- 1957年：謝爾蓋·馬洛夫，俄羅斯語言學家（1880年出生）
- 1960年：顾随，中国诗人及国学家（1897年出生）
- 1962年：汉斯·艾斯勒，奥地利作曲家（1898年出生）
- 1966年：玛洛丽特·桑格，美國节育倡导者（1879年出生）
- 1966年：亨德里克·弗伦施·维沃尔德，南非政治人物，第6任南非总理（1901年出生）
- 1972年：慕尼黑慘案遇難者，包括：
  - 克哈特·索爾，以色列射擊教練（1919年出生）
  - 雅科夫·斯普林格，以色列男子摔跤運動員、舉重教練和裁判（1921年出生）
  - 約瑟夫·古弗羅恩德，以色列摔跤裁判（1931年出生）
  - 阿米祖爾·沙皮拉，以色列男子田徑運動員、教練（1932年出生）
  - 大衛·貝加，美國-以色列男子舉重運動員（1944年出生）
  - 齊夫·傅利曼，以色列男子舉重運動員（1944年出生）
  - 安德烈·史匹哲，以色列男子擊劍運動員、教練（1945年出生）
  - 埃利澤·哈爾芬，以色列男子摔跤運動員（1948年出生）
  - 馬克·斯拉溫，以色列男子摔跤運動員（1954年出生）
- 1972年：發動慕尼黑慘案的黑色九月成員，包括：
  - 盧提夫·阿菲夫，巴勒斯坦恐怖分子（1937年出生）
  - 優素福·納扎爾，巴勒斯坦恐怖分子（1937年出生）
  - 哈立德·賈瓦德，巴勒斯坦恐怖分子（1954年出生）
- 1977年：約翰·恩瑟·李特爾伍德，英國數學家（1885年出生）
- 1985年：史良，中国律师，民盟领导人（1900年出生）
- 1998年：黑泽明，日本电影导演（1910年出生）
- 2007年：馬德琳·恩格爾，美國作家（1918年出生）
- 2007年：巴伐洛堤，義大利男高音歌唱家（1935年出生）
- 2017年：盧特菲·澤德，美國邏輯學家、數學家（1921年出生）
- 2017年：弗拉基米爾·萊文斯坦，俄羅斯數學家（1935年出生）
- 2019年：羅伯·穆加比，辛巴威政治人物，第2任辛巴威總統，自就任總理算起執政長達37年（1924年出生）
- 2020年：盧·布羅克，美國職業棒球運動員（1939年出生）
- 2021年：尚-保羅·貝爾蒙多，法國電影演員（1933年出生）
- 2021年：麥可·K·威廉斯，美國男演員（1966年出生）
- 2021年：賀岩，德國律師、外交官（1967年出生）
- 2022年：瑪莎·亨特，美國女演員、模特兒、社會活動家（1917年出生）
- 2022年：賈斯特·傑克金，法國電影導演、攝影師、雕塑家（1940年出生）

## 节假日和习俗
- 荷蘭加勒比區：国旗日
- 保加利亚：統一日（英语：Unification Day (Bulgaria)）
- 巴基斯坦：军人节
- 聖多美和普林西比：军人节
- ：独立日
- 日本：妹妹日